# Рзаєва Тамілла Наріман кизи
Тамілла Наріман кизи Рзаєва (24 червня 1951, місто Баку, тепер Азербайджан) — радянська діячка, новатор виробництва, оператор цеху з видобутку нафти і газу управління «Кіровнафта» виробничого об'єднання «Азнафта» Азербайджанської РСР. Член Центральної Ревізійної Комісії КПРС у 1986—1990 роках. Член ЦК КПРС у 1990—1991 роках. Депутат Верховної ради Азербайджанської РСР 11-го скликання.

## Життєпис
У 1969—1972 роках — секретар-машиністка Президії Верховної ради Азербайджанської РСР.
У 1972—1974 роках — секретар-машиністка гравійно-піщаного кар'єру Головазмеліоводбуду в місті Баку.
З 1974 року — оператор цеху з видобутку нафти і газу управління «Кіровнафта» виробничого об'єднання «Азнафта» міста Баку Азербайджанської РСР.
У 1976 році закінчила заочно Азербайджанський державний педагогічний інститут іноземних мов.
Член КПРС з 1978 року.
Потім — на пенсії.

## Нагороди і звання
- ордени
- медалі